# Laudo de Cleveland sobre Misiones

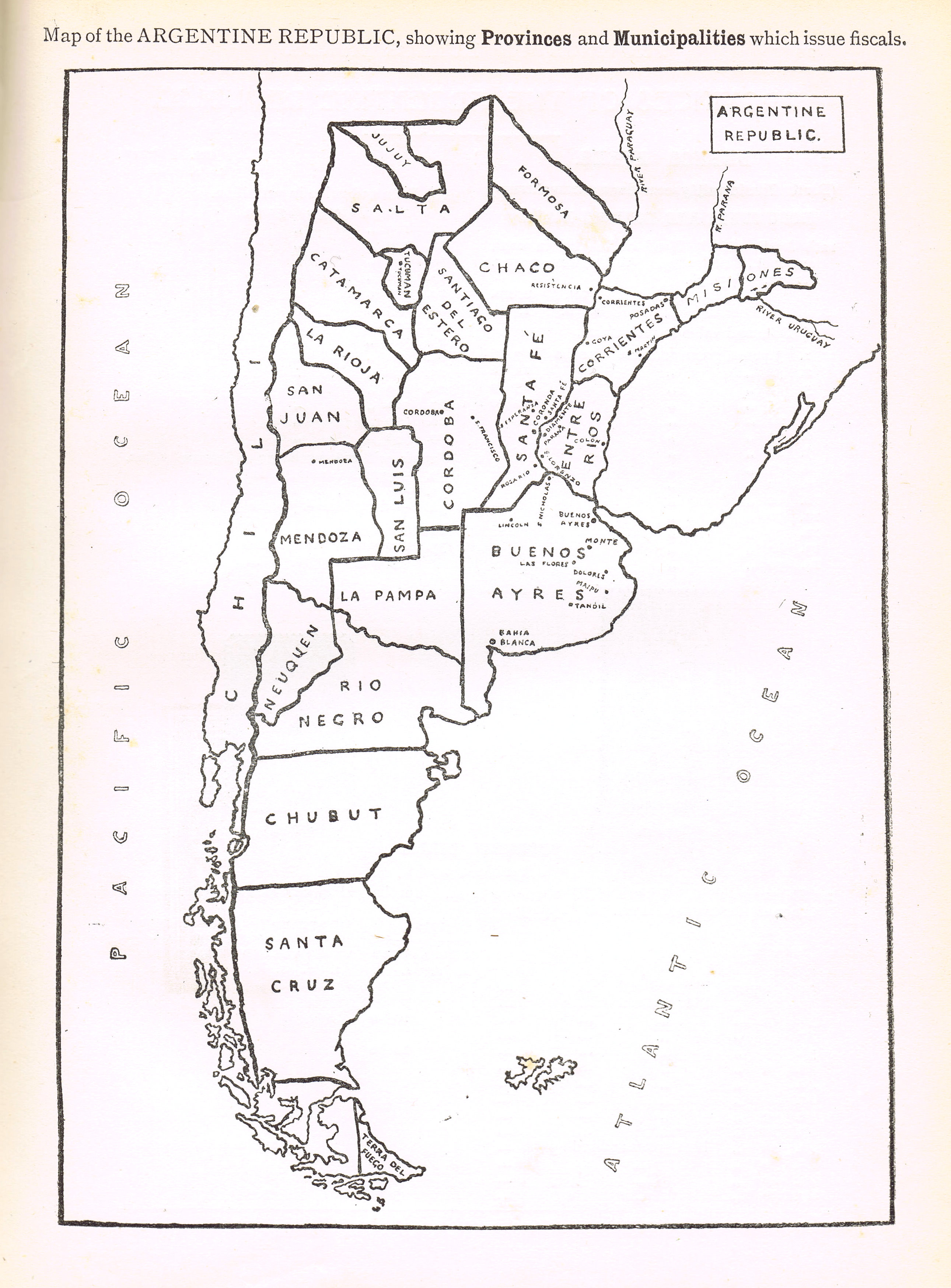
Mapa de Argentina hacia principios de 1900 con las Misiones Orientales.

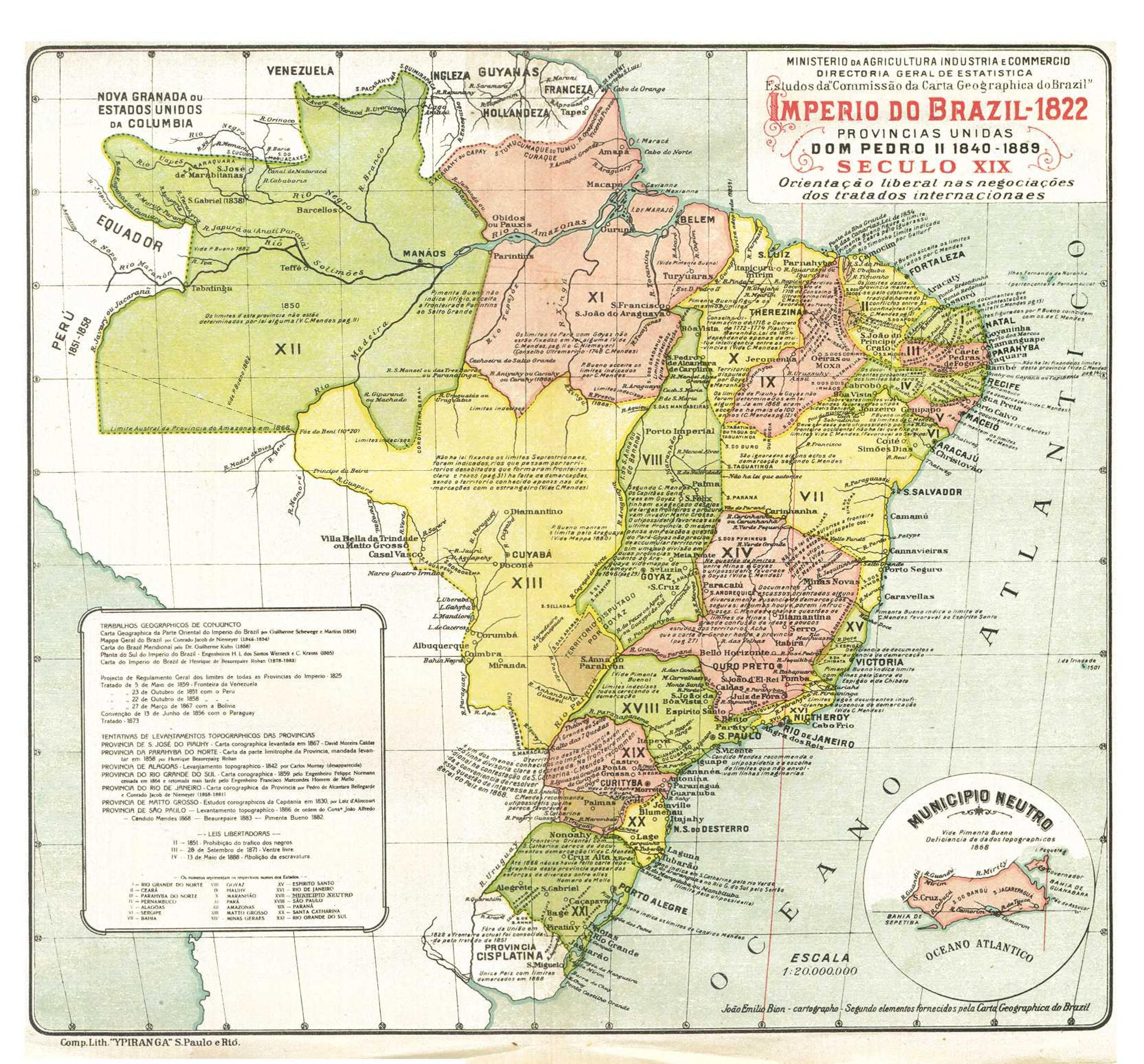
Mapa del Imperio del Brasil con la región alrededor de Palmas (en color marrón) marcada como "zona en litigio".

El litigio por la posesión del sector oriental de Misiones entre la República Argentina y Brasil fue resuelto por medio del laudo arbitral del presidente de los Estados Unidos, Stephen Grover Cleveland, el 5 de febrero de 1895. Este litigio en Brasil suele ser denominado como Questão de Palmas y también como Questão das Missões.
La disputa había comenzado en 1791 entre los comisionados demarcadores de límites de España y de Portugal y continuó en 1881 entre los gobiernos de Argentina y de Brasil. Entre ese año y 1888 el gobierno argentino reclamó la soberanía sobre el territorio delimitado por los ríos (con sus nombres actuales) San Antonio, Pepirí Guazú, Uruguay, Iguazú, Chapecó y Chopim. Desde 1888 su posición varió, avanzando la disputa desde el río Chopim hacia el río Jangada. El área en disputa era de 30 621 km² y tenía unos 5800 habitantes, casi todos brasileños.

## Orígenes hispano-portugueses de la disputa
El Tratado de Madrid del 13 de enero de 1750 entre España y Portugal establecía en su artículo 5:

Subirá desde la boca del Ibicuí, por las aguas del Uruguay, hasta encontrar la del río Pepirí o Pequirí, que desagua en el Uruguay por su ribera occidental; y continuará, aguas arriba del Pepirí, hasta su origen principal, desde el cual seguirá por lo más alto del terreno, hasta la cabecera principal del río más vecino, que desemboca en el grande de Curitibá, que por otro nombre llaman Iguazú; por las aguas de dicho río, más vecino del origen del Pepirí, y después, por las del Iguazú, o Río Grande de Curitibá, continuará la raya hasta donde el mismo Iguazú desemboca en el Paraná por su ribera oriental y desde esta boca seguirá, aguas arriba del Paraná, hasta donde se le junta el río Igurey, y por su ribera occidental.

Una comisión demarcadora integrada por los comisionados Gomes Freire de Andrade (portugués) y el marqués de Valdelirios Gaspar de Munive (español), el 8 de marzo de 1759 sobre la base de una exploración realizada con un baqueano misionero y sin remontar su corriente, estableció que la boca del río Pepirí, Pequirí, Pepiry o Pequiry se hallaba a 27° 9´ 23´´ S (la posición real actual es de 27° 5´ 30´´ S) y se lo denominó Pepirí Guazú para no confundirlo con otros ríos del mismo nombre. La longitud no fue determinada, algo que luego sería crucial en la disputa, ya que los dos ríos que luego se atribuirían como Pepirí Guazú están en la misma latitud aproximada. Luego los comisionados nombraron San Antonio/ Santo Antonio al río más cercano que desagua en el Iguazú.
El río Pepirí figuraba ya en el mapa de Ruy Díaz de Guzmán, de 1612, quien lo describe en su poema La Argentina manuscrita como afluente importante del río Uruguay, pero se hallaba en una región poco frecuentada por los guaraníes de las Misiones jesuíticas:

...y diez leguas por él adelante, uno que llaman Río Negro, del cual arriba, a una y otra mano, entran infinitos, en especial uno caudaloso que tiene por nombre Pepirí, donde es fama muy notoria haber mucha gente que poseen oro en cantidad, que trae este río entre sus menudas arenas.

El Tratado de El Pardo de 1761 anuló el Tratado de Madrid, pero el 1 de octubre de 1777 fue firmado un nuevo tratado, el Tratado de San Ildefonso, que en su artículo 8 establecía:

Quedando ya señaladas las pertenencias de ambas Coronas hasta la entrada del Pequirí o Pepirí-guazú en el Uruguay, se han convenido los Altos Contrayentes en que la línea divisoria seguirá aguas arriba de dicho Pepirí hasta su origen principal, y desde este por lo más alto del terreno, bajo las reglas dadas en el artículo VI; continuará a encontrar las corrientes del Río San Antonio, que desemboca en el Grande de Curitibà, que por otro nombre llaman Iguazú; siguiendo este, aguas abajo, hasta su entrada en el Paraná por su ribera oriental, y continuando entonces, aguas arriba del mismo Paraná, hasta donde se le junta el río Igurey por su ribera occidental.

Se observa en este artículo que los nombres dados por los demarcadores de 1760 fueron adoptados: Pequirí o Pepirí-guazú y San Antonio. En 1788 se formó una comisión conjunta para la demarcación en el terreno, siendo el comisario español José Varela y Ulloa y el portugués Sebastiao da Veiga Cabral da Camara. Para hallar el río Pepirí-guazú reconocido en 1760, se formó una expedición compuesta por el astrónomo portugués José Saldanha y el geógrafo español Joaquín Gundín, quienes debían recorrer el río Uruguay-pitá desde sus fuentes hasta su desembocadura en el río Uruguay, desde allí, de acuerdo a las instrucciones recibidas desde España en 1779 (basadas en un mapa de Cano y Olmedilla de acuerdo a la demarcación de 1760), la boca del río Pepirí-guazú se hallaba en la ribera opuesta del Uruguay dos leguas y un tercio río abajo. Los exploradores no pudieron hallar el río, buscándolo entre el 1 y el 10 de mayo de 1788, quedando en evidencia que los demarcadores de 1760 habían llamado Uruguay-pitá a otro río paralelo. La diferencia se debió a que los exploradores bajaron por el río da Várzea, llamado entonces por los portugueses río da Picada o Trigoty confundiéndolo con el Uruguay-pitá de 1760, que era el actual río da Guarita. Al no hallar el Pepirí Guazú a la distancia señalada, tomaron por él al río das Antas. Al regresar al campamento advirtieron el error y la partida recibió órdenes de explorar el río Uruguay en busca del Pepirí-guazú, lo que hicieron los dos exploradores por separado y señalando ríos distintos, el 4 de agosto de 1788 el español señaló el actual Chapecó (llamado río Caudaloso por los portugueses) como el río buscado prescindiendo de los mapas de 1760 que consideraba equivocados y el portugués halló el Uruguay-pitá de 1760 (río da Guarita) y a la distancia buscada el Pepiri Guazú.
En 1789 los nuevos comisarios Francisco Juan Roscio (portugués) y Diego de Alvear (español), ordenaron el reconocimiento de los dos ríos señalados el año anterior. La partida que recorrió el río indicado por los portugueses estaba integrada por José Joaquín Félix de Fonseca y por José María Cabrer y la que recorrió el indicado por los españoles la integraban Francisco das Chagas Santos (portugués) y Andrés de Oyarbide (español). Los primeros no lograron hallar el San Antonio y los segundos debieron retirarse por falta de víveres. Estos últimos efectuaron un nuevo reconocimiento del río en 1791 recorriéndolo hasta sus fuentes en el Cerro de Oyárbide (Morro do Capão Doce) ubicado en las coordenadas 26°42′S 51°24′O / -26.700, -51.400 y tras el retiro del portugués, el 17 de junio de 1791 Oyarbide descubrió las fuentes del río más cercano a él que desagua en el Iguazú, llamado desde entonces por los comisarios españoles, San Antonio-guazú (se pensó que era el actual Chopim hasta que se comprobó que era el Jangada). La disputa entre los comisionados interrumpió la demarcación del tratado, levantaron un acta en San Juan Bautista el 6 de octubre de 1791 y se retiraron, mientras las áreas en disputa permanecieron fuera del control efectivo de las dos coronas hasta que comenzó el asentamiento de colonos brasileños.

## Disputa entre la Argentina y el Brasil
El 14 de diciembre de 1857 fue firmado en la ciudad de Paraná un tratado de límites entre Argentina y Brasil que establecía:

Artículo 1: (...) Sigue la línea divisoria por las aguas del Pepiry Guazú hasta su origen principal, desde éste continúa por lo más alto del terreno, a encontrar la cabecera principal del San Antonio hasta su entrada en el Iguazú, o Río Grande de Curitiba, y por éste hasta su confluencia con el Paraná. El terreno que los ríos Pepiry Guazú, San Antonio e Iguazú separa para el lado del oriente pertenece al Brasil, y para el lado de occidente a la Confederación Argentina, siendo del dominio común de las dos naciones las aguas de los dichos dos primeros ríos en todo su curso, y las del Iguazú solamente desde la confluencia del San Antonio hasta el Paraná.

Artículo 2: Las dos Altas Partes Contratantes declaran, para evitar cualquier duda, que las designaciones del artículo 1 sean hoy bien conocidas, que los ríos Pepiry Guazú y San Antonio de que habla el dicho artículo, son los que fueron reconocidos en 1759 por los demarcadores del Tratado de 13 de enero de 1750, celebrado entre Portugal y España.

Cada parte debía designar un comisario para realizar la demarcación de la frontera en donde fuera necesario. El Congreso de la Confederación Argentina aprobó el tratado pero le introdujo una modificación al texto: 

es entendido que los ríos Pepirí-Guazú y San Antonio, que asigna como límites el artículo 1 del Tratado, son los que se hallan más al Oriente con estos nombres.

Aunque el tratado fue aprobado también por el Brasil, las ratificaciones nunca fueron intercambiadas debido a las exigencias del general Justo José de Urquiza para que el Brasil lo ayude militarmente para reincorporar al Estado de Buenos Aires a la Confederación y a la negativa argentina a extraditar a los esclavos brasileños fugados a su territorio (prohibido en la constitución).
En 1862 el gobierno brasileño avanzó sobre los territorios disputados, por lo que el gobierno argentino envió una nota de protesta el 13 de febrero de 1863:

(...) estando pendiente la designación de los límites de la República Argentina y del Imperio del Brasil, que debe hacerse con arreglo á los Tratados vigentes, no puede autorizar con su silencio los actos de posesión de territorios argentinos, ó de los que puedan resultar serlo, en los arreglos que han de definir los límites respectivos y que en consecuencia se ve en la indispensable necesidad de manifestar al gobierno de S. M. el Emperador del Brasil, la conveniencia de no hacer innovación alguna en la posesión de los terrenos en cuestión, porque no teniendo valor legítimo, sólo pueden servir para dar lugar á actos semejantes por parte del gobierno argentino, (...)

Un decreto imperial del 16 de noviembre de 1859, fue puesto en ejecución en 1881 ordenándose establecer dos colonias militares cerca de los ríos Chapecó y Chopim. Como reacción a esto, el gobierno argentino creyendo que las colonias se instalarían al occidente de esos ríos, protestó diplomáticamente y asumió la posición de los demarcadores españoles de 1791 con respecto a los ríos Pepiry Guazú y San Antonio, declarando que eran el Chapecó y el Chopim respectivamente. El 22 de diciembre de 1881, por ley nacional se federalizó a Misiones, separándola de la Provincia de Corrientes, creando el Territorio Nacional de Misiones. Otro decreto del 16 de marzo de 1882 dividió en 5 departamentos al Territorio Nacional de Misiones, incluyendo en los departamentos Iguazú y Monteagudo a las áreas hasta los ríos Chapecó y Chopim. 
Para solucionar la disputa se firmó en Buenos Aires un tratado el 28 de septiembre de 1885 entre el representante brasileño Leonel M. de Alençar y el canciller argentino Francisco J. Ortiz, que establecía el nombramiento de comisiones para el estudio de los ríos y del área disputada.

Artículo 2º. A la Comisión Mixta constituida por las dos mencionadas le incumbirá reconocer, de conformidad con las instrucciones anexas a este Tratado, los ríos Pepirí-Guazú y San Antonio y los dos situados al Oriente de ellos, conocidos en el Brasil por los nombres de Chapecó y Chopim y que los argentinos llaman Pequiri-Guazú y San Antonio Guazú, así como el territorio comprendido entre los cuatro.

La comisión concluyó en 1887 que el río San Antonio Guazú del comisionado Oyarbide no era el Chopim, sino que uno ubicado más al este, el río Jangada. Desde ese momento el gobierno argentino reclamó al río Jangada como límite.
El clima de mejora de las relaciones entre ambos países permitió la celebración de un tratado que fijaba un plazo de 90 días a partir de la presentación de los trabajos de las comisiones para resolver la disputa o el tema sería sometido al arbitraje del presidente de los Estados Unidos. El tratado fue firmado el 7 de septiembre de 1889 en Buenos Aires, entre el canciller interino, Norberto Quirno Costa y el brasileño Alencar. 
Luego de la caída del Imperio del Brasil y el establecimiento del gobierno republicano en noviembre de 1889, la República Argentina fue el primer país en reconocer al nuevo gobierno saludándolo con la celebración de una fiesta nacional el 8 de diciembre. El nuevo canciller argentino Estanislao Zeballos era contrario a que el conflicto se solucionara mediante un laudo arbitral, dado que los Estados Unidos era un país aliado de Brasil, por lo que intentó solucionarlo mediante nuevas negociaciones directas, a lo que se avino el nuevo gobierno brasileño que mediante su canciller Quintino Bocayuva firmó un nuevo tratado en Montevideo el 25 de enero de 1890.

La frontera de las Repúblicas de los Estados Unidos del Brasil y de la República Argentina, en el territorio litigioso de las Misiones, comienza en la boca y margen derecha del Chapecó o Pequirí Guazú, sobre el Uruguay, atraviesa el divortia acquarum del Iguazú y del Uruguay, entre Campo Eré y Campo Santa Ana, en el punto medio de la distancia entre el establecimiento de Coelho, en el primer Campo y el puente del paso del río de Santa Ana, en el camino a la Sierra de la Factura, según el mapa de la Comisión mixta exploradora del mismo territorio, y termina en la boca y margen izquierda del Chopín sobre el Iguazú. Entre cada uno de los puntos extremos y el central será trazada la línea de frontera aprovechando los mejores límites naturales y salvará las poblaciones de una u otra Nación que encuentre en su trayecto, siendo constituida por líneas rectas solamente, donde fuere inevitable. Quedarán en la posesión exclusiva del Brasil, y en todo su curso, los mencionados ríos Chapecó y Chopín.

El tratado dividía la zona en disputa en partes iguales, pero fue rechazado por el congreso brasileño -mayoritariamente monárquico- alegando que los diplomáticos brasileños habían realizado concesiones excesivas.

## Laudo arbitral
Ambos gobiernos convinieron en someter la disputa a un laudo arbitral del presidente estadounidense Stephen Grover Cleveland. A partir de 1893 el Barón de Río Branco fue elegido por el presidente Floriano Peixoto para substituir como abogado de Brasil al barón Francisco Xavier da Costa Aguiar de Andrada, fallecido poco antes. Rio Branco presentó a Cleveland una exposición acompañada de documentación reunida en seis volúmenes: A questão de limites entre o Brasil e a República Argentina (1894). El laudo del 5 de febrero de 1895 fue enteramente favorable a Brasil, definiendo la fronteras por los ríos Pepirí Guazú y San Antonio: 

Que el límite entre la República Argentina y los Estados Unidos del Brasil en aquella parte sometida a mi arbitramento y decisión, es formado y debe ser establecido por y sobre los ríos Pepiri (también llamado Pepiry-Guazú) y San Antonio, a saber: los ríos que el Brasil ha designado en su alegato y documentos que ha sometido a mi examen, como constituyendo el límite y precitado sistema denominado del Oeste.

En el fallo Cleveland aclaraba que los ríos señalados como límite eran los mismos reconocidos como límite en 1759 y 1760, por la comisión mixta nombrada, de acuerdo al Tratado de Madrid (1750) entre España y Portugal.
La ciudad de Clevelândia en el estado de Paraná, localizada en el área en litigio, fue nombrada en 1892 en homenaje al presidente Cleveland, mientras que la de Dionísio Cerqueira lo fue por el canciller brasileño Dionísio Evangelista de Castro Cerqueira.

## Tratado definitivo
El 9 de agosto de 1895 y el 1 de octubre de 1898 se firmaron protocolos para poner en ejecución el laudo. El 6 de octubre de 1898, el ministro argentino Epifanio Portela y el canciller brasileño Dionísio E. de Castro Cerqueira firmaron en Río de Janeiro un tratado definitivo fijando el límite por el álveo de los dos ríos.

Artículo 1.º. La línea divisoria entre la República Argentina y el Brasil comienza en el río Uruguay frente de la boca del río Cuareim y sigue por el thalweg de aquel río hasta la boca del río Pepirí-Guazú. La margen izquierda u occidental del Uruguay pertenece a la República Argentina y la derecha u oriental al Brasil.

Artículo 2.º. De la boca del río Pepirí-Guazú la línea sigue por el álveo de ese río hasta su cabecera principal, donde continúa por el terreno más alto hasta la cabecera principal del río San Antonio, y de ahí por su álveo hasta su embocadura en el río Iguazú, de conformidad con el laudo proferido por el Presidente de los Estados Unidos de América. Pertenece a la República Argentina el territorio al Oeste de la línea divisoria en toda la extensión de cada uno de los dos ríos y de la línea que divide el terreno más alto entre las cabeceras de los mismos ríos. Pertenece al Brasil el territorio que queda al este.

Artículo 3.º. De la boca del río San Antonio la línea sigue por el thalweg del río Iguazú hasta su embocadura en el río Paraná, perteneciendo a la República Argentina la margen meridional o izquierda del mismo Iguazú y al Brasil la septentrional o derecha.

Artículo 4.º. Las islas del Uruguay y del Iguazú seguirán perteneciendo al país indicado por el thalweg de cada uno de esos ríos. (...)